# Walter Krämer (Politiker)

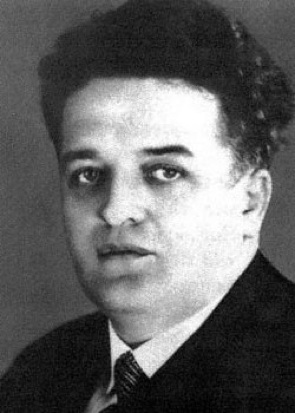
Walter Krämer (vor 1933)

Walter Krämer (* 21. Juni 1892 in Siegen; † 6. November 1941 in Hahndorf) war ein deutscher Politiker der Kommunistischen Partei Deutschlands (KPD) und Widerstandskämpfer gegen den Nationalsozialismus. Er war 1932/33 Abgeordneter des Preußischen Landtags, wurde 1933 verhaftet und 1941 in einem Außenlager des Konzentrationslagers Buchenwald in Hahndorf bei Goslar ermordet. Zuvor hatte er als „Arzt von Buchenwald“ vielen Häftlingen medizinisch geholfen, wofür ihm der Staat Israel im Jahr 2000 postum den Titel Gerechter unter den Völkern verlieh.

## Leben

### Weimarer Republik
Walter Krämer war von Beruf Schlosser, ab 1910 freiwilliger Soldat bei der kaiserlichen Marine. Ende des Ersten Weltkriegs wurde er wegen eines Einbruchs in ein Lebensmitteldepot der Offiziere, später wegen seiner Beteiligung an den Aufständen revolutionärer Matrosen in Kiel inhaftiert. Befreit durch die Novemberrevolution, kehrte Krämer 1918 nach Siegen zurück, wo er sich im Arbeiter- und Soldatenrat engagierte. Er schloss sich der Unabhängigen Sozialdemokratischen Partei Deutschlands (USPD) an und nahm im März 1920 an den Kämpfen in der Folge des Kapp-Putsches auf der Seite der Roten Ruhrarmee teil, in der er als Abschnittskommandeur tätig war. Ende 1920 trat er der KPD bei, deren Organisationssekretär im Unterbezirk Siegen er ab 1923 war. Ab 1925 vertrat er die KPD in der Stadtverordnetenversammlung. Er war als Unterbezirks- bzw. Bezirkssekretär in Krefeld, Wuppertal, Kassel und Hannover tätig. 1932/33 war er Mitglied des Preußischen Landtags. Damit war er neben Fritz Fränken (KPD) und Fritz Fries (SPD) einer von drei Landtagsabgeordneten der politischen Linken, die im Siegerland tätig waren.
Bei einem Angriff nationalsozialistischer Abgeordneter auf Mitglieder der KPD-Fraktion im Mai 1932 wurde Krämer ernsthaft verletzt. Krämer war Mitglied der Deutschen Friedensgesellschaft (DFG).

### Nationalsozialismus
Nach dem Reichstagsbrand 1933 wurde Krämer am 28. Februar in Hannover verhaftet. Wegen Hochverrats wurde er zu dreieinhalb Jahren Zuchthaus verurteilt. Haftorte waren ab Januar 1935 Hameln, Hannover und Hildesheim. Mit dem Haftende wurde er von der Gestapo erneut festgenommen und am 15. Januar 1937 im KZ Lichtenburg und im August 1937 im KZ Buchenwald inhaftiert.
Krämer wurde nach der Verdrängung der als Kapos eingesetzten „Gewohnheitsverbrecher“ durch die im Lageruntergrund agierende KPD Kapo des Häftlingskrankenbaus. Dem maßgeblich von Eugen Kogon erarbeiteten Buchenwald-Report zufolge änderten sich „[i]nsbesondere durch die Initiative des kommunistischen Landtagsabgeordneten Walter Krämer […] die Verhältnisse im Krankenbau grundlegend. Von diesem Zeitpunkt ab wurde der Krankenbau zu einem Hauptstützpunkt des Kampfes gegen die SS sowie zu einer Oase zur Sicherheit der gefährdeten Häftlinge.“
Er eignete sich medizinische Kenntnisse im Selbststudium an, organisierte die Krankenversorgung und führte auch selbst Operationen durch, um zum Beispiel durch Misshandlungen der SS verletzten oder von erfrorenen Gliedmaßen betroffenen Mithäftlingen das Leben zu retten. Er galt als „ein sehr vorzüglicher Wundbehandler und Operateur“. Er weigerte sich, über sowjetische Kriegsgefangene das Todesurteil „Tbc-krank“ zu verhängen. Im Frühjahr 1940 erreichte er die Schließung eines von Mithäftlingen als „Mordhöhle“ charakterisierten Sonderlagers für meist staatenlose Juden aus Wien und den besetzten Ostgebieten mit dem Hinweis auf Seuchengefahr auch für die SS und die umliegenden Dörfer. „500 kaum noch lebensfähige Skelette brachte diese Rettungsaktion ins große Lager.“
In den ersten Novembertagen 1941 wurde Krämer zusammen mit seinem Stellvertreter Karl Peix zunächst im „Bunker“ des Lagers inhaftiert, um dann in das Außenlager Goslar überstellt zu werden. Beide wurden auf Anweisung des Lagerkommandanten Karl Otto Koch am Vormittag des 6. November von der SS unter aktiver Mithilfe des SS-Hauptscharführers Johann Blank „auf der Flucht erschossen“ – Krämer in einer Sandgrube bei Hahndorf, Peix auf dem Fliegerhorst Goslar. Zum Mordmotiv gibt es unterschiedliche Annahmen. Krämer stand für die Strukturen des Widerstands der politischen Häftlinge im Lager, die der SS nicht ganz verborgen geblieben waren. Die Lager-Gestapo hatte bei ihm vermerkt: „Darf nicht entlassen werden!“ Krämer hatte ein großes Wissen über Verstöße von SS-Angehörigen gegen dienstliche Verpflichtungen. Er wusste von der Korruptheit des Lagerkommandanten und hatte Koch wegen einer Syphilis heimlich behandeln müssen.
Seine Witwe Elisabeth „Liesel“ Krämer, geb. Lehmann, erhielt von der KZ-Verwaltung eine Urne mit seiner Asche, die im November 1941 in Siegen beigesetzt wurde.

## Rezeption und Erinnerung

### Außerhalb der Heimatregion

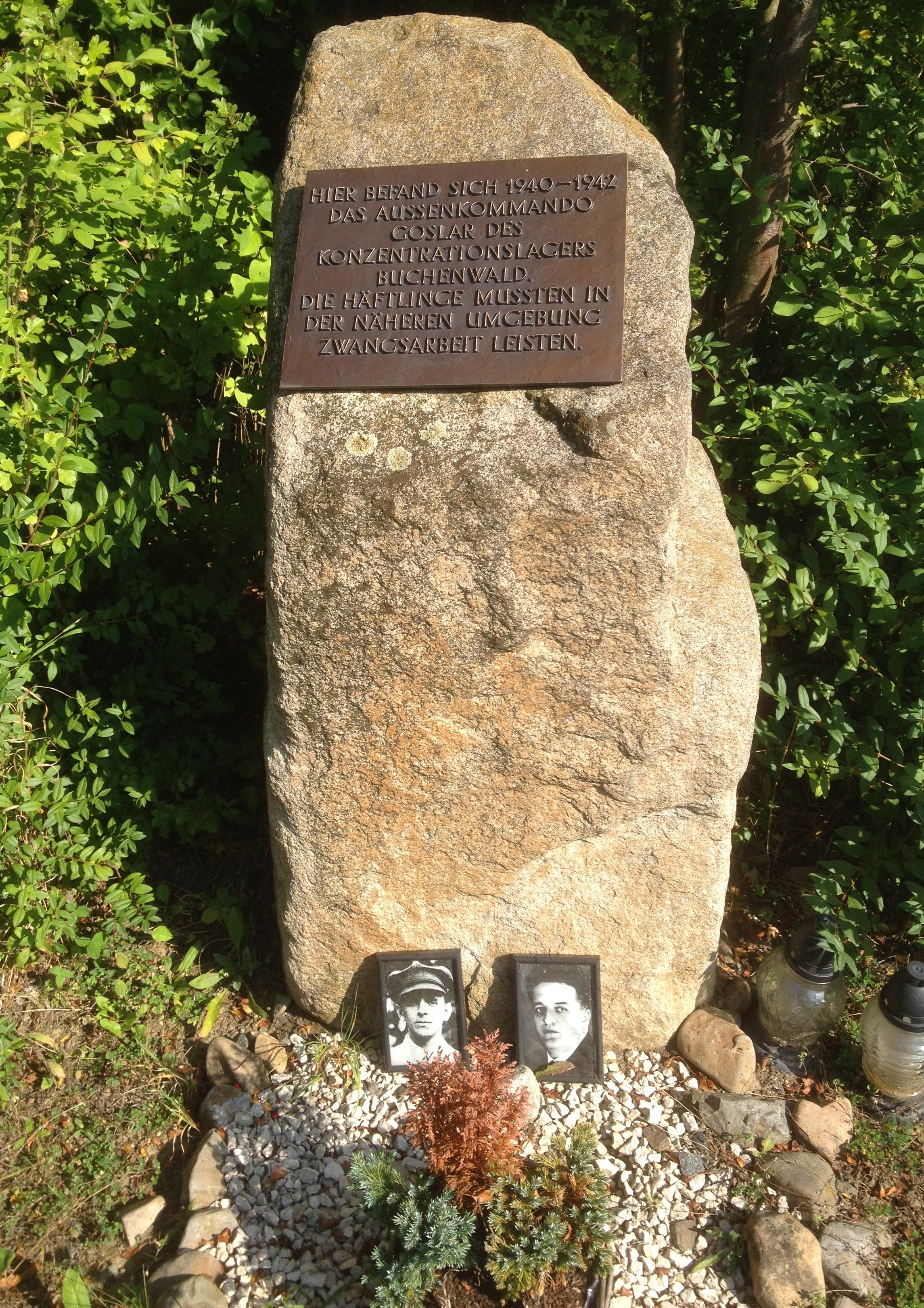
Gedenkstein für das Außenkommando Goslar des KZ Buchenwald, aufgestellt in Goslar am 110. Geburtstag Krämers 2002

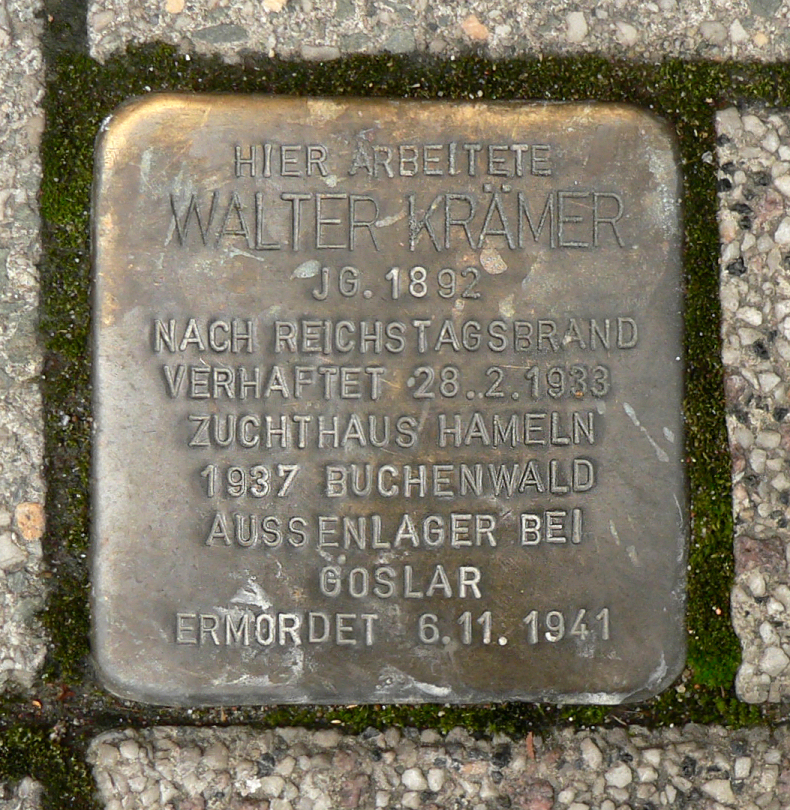
Stolperstein für Walter Krämer in Hannover, verlegt am 4. Dezember 2012

Krämers Tätigkeit im Krankenrevier des Lagers führte nach 1945 zu dem Beinamen „Arzt von Buchenwald“. Der Publizist und Politikwissenschaftler Eugen Kogon (CDU) würdigte seinen Buchenwald-Mithäftling in Der SS-Staat u. a. als „starke, mutige Persönlichkeit.“ (1946). Der DDR-Schriftsteller und Mithäftling Bruno Apitz setzte ihm in Nackt unter Wölfen (1956, Verfilmung 1963) ein internationales Denkmal, indem er der Hauptperson den Namen Walter Krämer gab. Vor allem in der Jugend der DDR war Krämer weithin bekannt, da der Roman von Apitz Pflichtlektüre an den Schulen war. An der Martin-Luther-Universität Halle promovierte Christine Wenzel mit einer Dissertation über „Das Leben und Wirken des deutschen Kommunisten Walter Krämer“ (1970). In Weimar und in Neukirchen/Erzgeb. waren zwei Medizinische Fachschulen von 1970 bis 1992/93 nach Krämer benannt. Im Weimarer „Traditionskabinett Walter Krämer“ (1975 ff.) ausgestellte und bewahrte Relikte aus Krämers privatem und politischem Leben wurden nun entfernt und teilweise vernichtet, weitere konnte die NS-Gedenkstätte seiner Heimatstadt Aktives Museum Südwestfalen retten und ausstellen. Es gab in Berlin-Lichtenberg eine Stomatologische Klinik (1976 ff.), die nach Krämer benannt, war. Am Klinikum Suhl gab es ein „Arbeitskollektiv Walter Krämer“ (1986 ff.) und andernorts einige weitere Benennungen.
1999 wurde Krämer postum von der israelischen Gedenkstätte Yad Vashem mit dem Titel Gerechter unter den Völkern ausgezeichnet. An dem Verleihungsakt in Siegen durch den israelischen Botschafter am 11. April 2000, dem 55. Jahrestag der Befreiung des Konzentrationslagers Buchenwald, nahmen mehr als 400 Personen teil.
In Westdeutschland war Krämer außerhalb seiner Herkunftsregion, wo seine Vita strittig rezipiert wurde und er lange ohne Ehrung blieb, weitgehend unbekannt. An seinem 110. Geburtstag 2002 wurde in Goslar auf Initiative des Vereins „Spurensuche Harzregion“ ein Gedenkstein für das ehemalige KZ-Außenlager, dem Krämer angehört hatte, gesetzt. 2017 wurde im neuen Wohn- und Gewerbegebiet Fliegerhorst in Goslar eine Straße nach ihm benannt. Am 25. April 2011, dem 66. Jahrestag der Befreiung durch die Third United States Army, ehrte ihn die Lagergemeinschaft des Konzentrationslagers Buchenwald-Dora mit einer Gedenktafel. Es war die erste Ehrung für einen Deutschen. Daran nahmen aus dem Siegerland Gruppen der Vereinigung der Verfolgten des Naziregimes – Bund der Antifaschistinnen und Antifaschisten (VVN-BdA) und der DKP teil. Es sprachen u. a. der zeitweise in Siegen tätige Medienwissenschaftler Karl Prümm sowie Romani Rose, Vorsitzender des Zentralrats Deutscher Sinti und Roma. In Hannover verlegte Gunter Demnig vor dem Eingang der Buchhandlung Lehmanns an der Heiligerstraße 16 am 4. Dezember 2012 einen Stolperstein für Krämer. Dort hatte sich das Parteibüro der KPD befunden, in dem Krämer als Bezirksleiter tätig gewesen war. Den Stein hatte die VVN-BdA Siegerland-Wittgenstein gespendet.
Am 6. November 2021, zum 80. Todestag Walter Krämers, wurde in der nach ihm benannten Straße im Goslarer Stadtteil Fliegerhorst, eine Gedenk- und Hinweistafel eingeweiht.

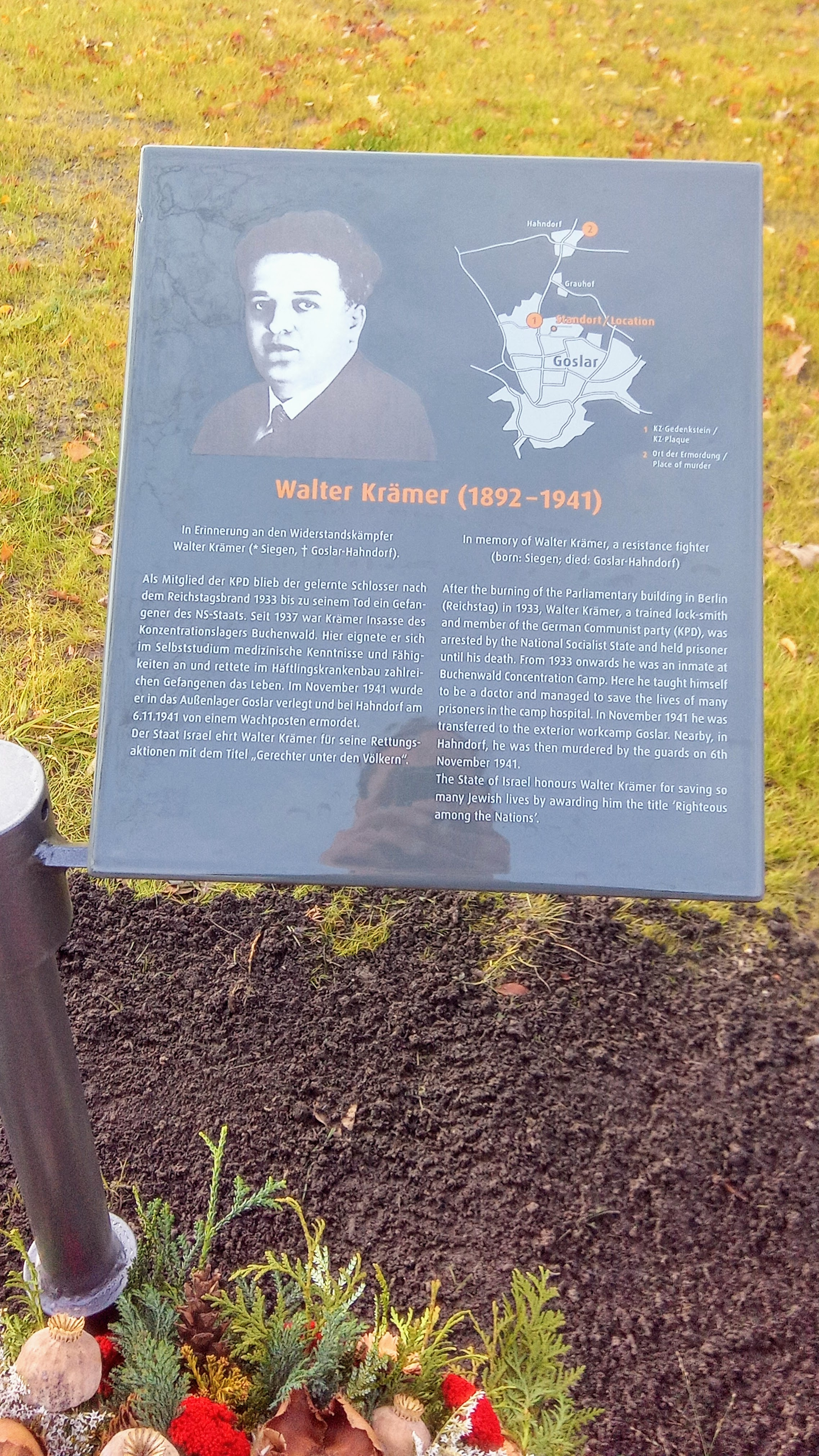
Gedenktafel für Walter Krämer in der Walter-Krämer-Straße im Goslarer Stadtteil Fliegehorst

### Innerhalb der Heimatregion
Seit dem Ende des Nationalsozialismus gab es am Siegener Grab Krämers eine jährliche Kranzniederlegung am zweiten Sonntag im September, dem „Tag der Opfer des Faschismus“, die Krämer repräsentierte. In den ersten Jahren beteiligten sich daran und an begleitenden Veranstaltungen zunächst auch die Stadt Siegen und nichtkommunistische regionale Politiker.

Bereits 1946 forderte die KPD im Kontext mehrerer Straßenumbenennungen, eine Siegener Straße nach Walter Krämer zu benennen, womit sie allein blieb. Nachdem 1947 eine Ratsmehrheit eine Siegener Straße nach dem nationalsozialistischen Oberbürgermeister Alfred Fissmer benennen wollte, was die britische Militärregierung untersagte, schlug die KPD dafür Walter Krämer vor. Der Antrag wurde von CDU, SPD und FDP abgelehnt. Im politischen Klima des Kalten Kriegs blieben die KPD und mit ihr die VVN damit im Siegerland randständig. Anders im benachbarten Kreis Altenkirchen. Dort wurde 1948 ein Erholungsheim nach Krämer benannt.

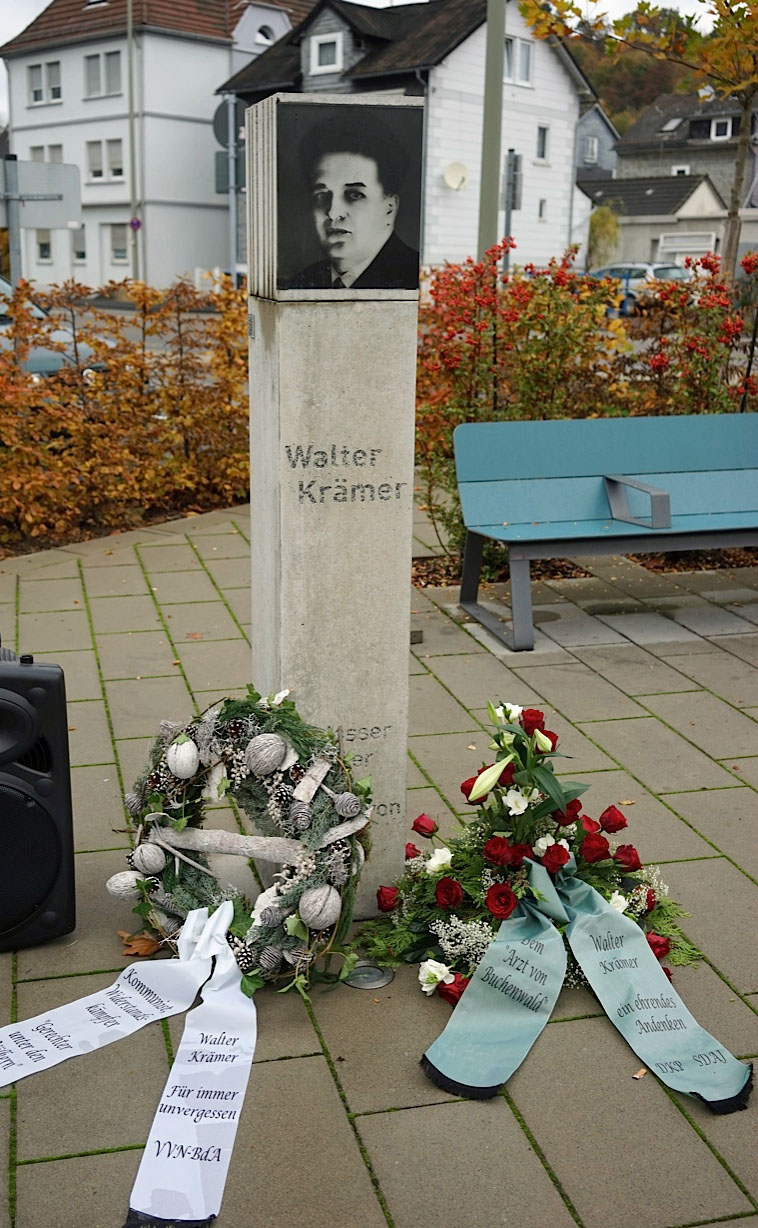
Porträt-Stele vor dem Kreisklinikum Siegen auf dem Walter-Krämer-Platz, eingeweiht im November 2016

Mit dem KPD-Verbot 1956 endeten vorerst alle Bemühungen um eine Würdigung Krämers. 1975 ergriff der jüdische Vorsitzende der Gesellschaft für christlich-jüdische Zusammenarbeit Hugo Herrmann öffentlich das Wort und verwies auf Krämer, der in Buchenwald versucht habe, „den Quälereien an den Juden ein Ende zu setzen“, was er mit seinem Leben bezahlt habe. Das blieb eine Einzelstimme. Im November 1979 beantragte die VVN im Kulturausschuss der Stadt, die nach dem Antisemiten Adolf Stoecker benannte Straße nach Krämer umzubenennen, die allein von der Deutschen Kommunistischen Partei (DKP) unterstützt wurde und auf minimale öffentliche Resonanz stieß. Der Antrag wurde nach monatelanger Wartezeit abgelehnt.
Neue Initiativen im Erinnerungsdiskurs gab es seit der Mitte der 1980er Jahre. Sie stießen auf die geschlossene Ablehnung von Politik und Verwaltung. Gewerkschaften und SPD, traditionelle Instanzen der Arbeiterbewegung, schwiegen. Benennungen von Straßen, Plätzen, Schulen oder Krankenhäusern nach Nationalsozialisten, deren Wegbereitern oder wegen NS-Verbrechen Verurteilter wurden hingegen vorgenommen. Hier kam es zu einer Welle von Neubenennungen in den 1960er und 1970er Jahren, so zu Friedrich Flick, Lothar Irle, Jakob Henrich, Ernst Bach, Bernhard Weiß u. a. Sie wurden bis in die 1980er Jahre nicht als problematisch angesehen und jeweils von breiten politischen Mehrheiten auch gegen starke Kritik vehement verteidigt.
Der in Siegen lehrende Literaturwissenschaftler Karl Prümm und das Vorstandsmitglied Klaus Dietermann der Gesellschaft für christlich-jüdische Zusammenarbeit erarbeiteten auf deren Beschluss eine Biografie Krämers, die 1986 erschien. Heftigen Widerspruch gegen die Publikation formulierte der CDU-Kommunalpolitiker Paul Tigges (Lennestadt), Gründungs- und Vorstandsmitglied der Christine-Koch-Gesellschaft. 1985 beantragte die DKP, einen Mahn- und Gedenkort für Walter Krämer einzurichten. Rat und Verwaltung reagierten darauf nicht. 1991 veranstaltete die Gesellschaft für christlich-jüdische Zusammenarbeit eine „Walter-Krämer-Woche“. Ein Vorschlag 1997, einen zentralen Platz in Siegen nach Krämer zu benennen, wurde im Stadtrat erneut nur von einer Minderheit unterstützt. 1998 schließlich beschloss der Stadtrat, Krämer mit einer Tafel an seinem Geburtshaus – abseits der Innenstadt in einem Wohngebiet – zu ehren. Am 27. Januar 1999, dem Tag des Gedenkens an die Opfer des Nationalsozialismus, wurde sie angebracht. 2007 scheiterte ein Bürgerantrag zur „Änderung von historisch-belasteten und zweifelhaften Straßenbezeichnungen“, damit auch die Umbenennung der Adolf-Stöcker-Straße in Walter-Krämer-Straße. Der städtische Hauptausschuss lehnte ab. Die Benennungsvorschläge erstreckten sich inzwischen auf eine Straße, eine zentrale Siegbrücke und ein Krankenhaus. Sie blieben erfolglos. Am 24. Mai 2011 wurde ein Antrag der Grünen-, Linken- und SPD-Ratsfraktionen („Siegbrücke“) mehrheitlich abgelehnt. In der folgenden öffentlichen Diskussion kritisierte der Historiker Ulrich Opfermann die CDU-Haltung als „wenig geschichtsbewußt“. Sie habe durch „ihre Entscheidung zu Krämer eine gute Chance vergeben“. Opfermann erklärte den Vorgang mit „Wurzeln“ dieser Partei „in der antidemokratischen und antisemitischen DNVP“. Er verwies auf den Siegener CDU-Politiker und Zeitgenossen von Krämer Ernst Bach, der trotz seiner rechtsextremistischen Vergangenheit und korrupter Praktiken per Ratsbeschluss eine Straßenbenennung erhalten hatte. Zum 70. Todestag veranstalteten die Gesellschaft für christlich-jüdische Zusammenarbeit und die Siegener NS-Gedenkstätte „Aktives Museum Südwestfalen“ eine Walter-Krämer-Gedächtniswoche und der regionale VVN-BdA zusammen mit der Lagergemeinschaft Buchenwald-Dora ein Symposium zu Krämer. Inzwischen aber hatte sich die CDU-Fraktion geöffnet. 2012 schließlich beschloss der Rat der Stadt Siegen mehrheitlich, den Platz vor dem Haupteingang des Kreisklinikums im Stadtteil Weidenau als Walter-Krämer-Platz zu benennen.
Im November 2014 wurde am Siegener Kreisklinikum der Walter-Krämer-Platz fertiggestellt. Er wurde von Erwin Wortelkamp gestaltet. Es sind mehrere Elemente zu sehen, die Leben und Wirken Walter Krämers symbolisieren. Eine Stele zeigt Krämers Konterfei, ein Spruch des französisch-jüdischen Philosophen Emmanuel Levinas auf dem Boden leitet die Besucher in das Klinikum: „Die Sorge für den anderen siegt über die Sorge um sich selbst.“ Bei der offiziellen Einweihung im Dezember 2014 sprach Landrat Andreas Müller (SPD) von einem „würdevollen Ereignis und einem bedeutsamen Tag für Siegen“, bis zu dem es „ein langer Weg“ gewesen sei, da Krämer zu den „unerwünschten NS-Opfern“ gehört habe. Bürgermeister Steffen Mues (CDU) erklärte, Krämers vorbildliches humanitäres Engagement und der Widerstand gegen das NS-Regime seien deutlich höher wertzuschätzen als die Kritik. Er erinnerte an den Landrat Paul Breuer (CDU) und dessen aktives Engagement für die Benennung des Platzes. Das sei „mutig, wegweisend – kurz: richtig“ gewesen. Der Krämer-Biograf und Leiter der NS-Gedenkstätte Klaus Dietermann sieht Breuer und Mues als wichtige Unterstützer der Krämer-Würdigung.
Im Februar 2015 beschloss der AStA der Universität Siegen, studentische Gremien in Zukunft nach Krämer zu benennen.
Bei einer Umfrage zum „größten“ Siegen-Wittgensteiner anlässlich des 200-jährigen Jubiläums „200 Jahre Kreise Siegen und Wittgenstein“ setzte sich Krämer mit 44 % der Stimmen gegen Fritz Busch (33,7 %) und Johann Heinrich Jung-Stilling (6,8 %) klar durch.
Im November 2017 gab die Vereinigung der Verfolgten des Naziregimes – Bund der Antifaschistinnen und Antifaschisten (VVN-BdA) anlässlich der Ermordung Walter Krämers vor 76 Jahren und im Gedenken an den „Arzt von Buchenwald“ zwei Briefmarken heraus.